# Christian Franz Paullini

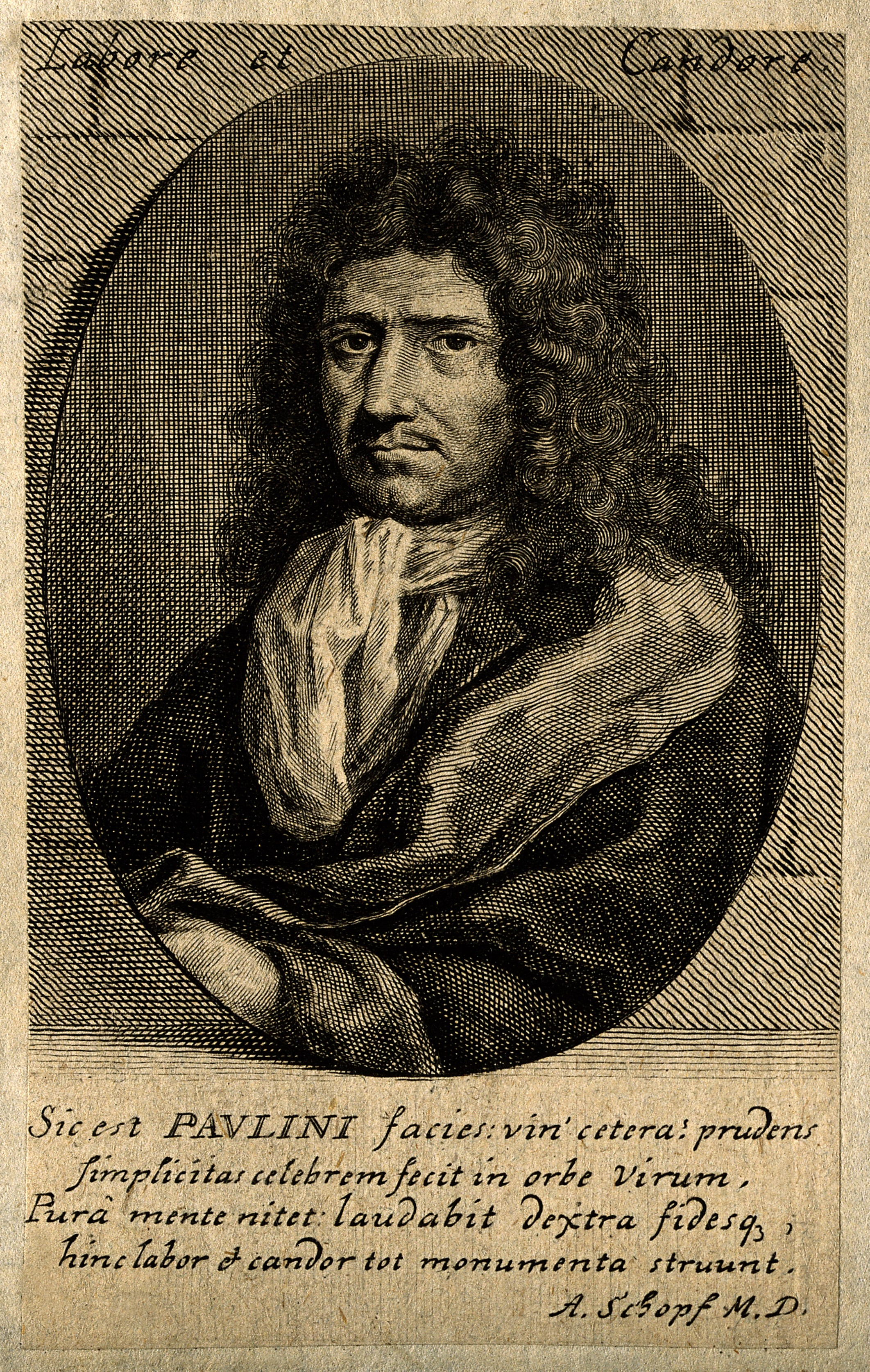
Christian Franz Paullini

Christian Franz Paullini, auch Kristian Fran(t)z Paul(l)ini (* 25. Februar 1643 in Eisenach; † 10. Juni 1712 ebenda), war ein deutscher Arzt, Universalgelehrter und Dichter.

## Leben
Der multitalentierte Gelehrte entstammte einer Eisenacher Kaufmanns- und Gelehrtenfamilie. Er besuchte mehrere Thüringer Schulen, um schließlich am Coburger Gymnasium sein Abitur abzulegen.
Er studierte zunächst (protestantische) Theologie und dann Medizin in Danzig, Königsberg, Rostock, Lübeck, Kiel und bei Thomas Bartholin in Kopenhagen, erhielt den Poetentitel und Magistergrad in Wittenberg. Anschließend ließ er sich in Hamburg als Arzt nieder. Im Anschluss an zwei Reisen durch England (mit Aufenthalten und Cambridge und Oxford) und Holland wurde er in Leiden zum Doktor der Medizin promoviert. Weitere kürzere Aufenthalte in Schweden, Norwegen und Island führten ihn durch Skandinavien. Durch seine Reisen war der erfolgreich praktizierende Arzt mit der europäischen Gelehrtenwelt bekannt geworden. Einen 1673 erfolgten Ruf als Professor nach Pisa hatte er abgelehnt. Er wurde 1675 Leibarzt und Historiograf des Fürstbischofs von Münster Christoph Bernhard von Galen und später „Leib-Medicus“ am braunschweigischen Hof in Wolfenbüttel. Im Jahre 1685 kehrte er nach Eisenach zurück und nahm dort 1689 den Posten eines „Herzoglichen Stadtphysicus“ an.
Als einer der letzten Polyhistoren machte sich Paullini zu seinen Lebzeiten nicht nur als Arzt, sondern auch als Schriftsteller, Historiker, Philosoph und Ethnograph einen Namen. Er korrespondierte unter anderem mit Gottfried Wilhelm Leibniz und war mit dem gelehrten Jesuiten Athanasius Kircher bekannt. In seinem langen Leben als Privatgelehrter verfasste er mindestens 50 Bücher. Er war Mitglied in Sprach- und Literaturgesellschaften sowie wissenschaftlichen Akademien wie der Fruchtbringenden Gesellschaft (als Der Wachsame) und dem bis heute bestehenden Pegnesischen Blumenorden. Am 17. April 1675 wurde er mit dem Beinamen  Arion I. zum Mitglied der Leopoldina gewählt. Hier korrespondierte er mit dem Leopoldina-Mitglied Salomon Reisel (1625–1701). Einige Briefe dieser Korrespondenz sind erhalten.

## Werk

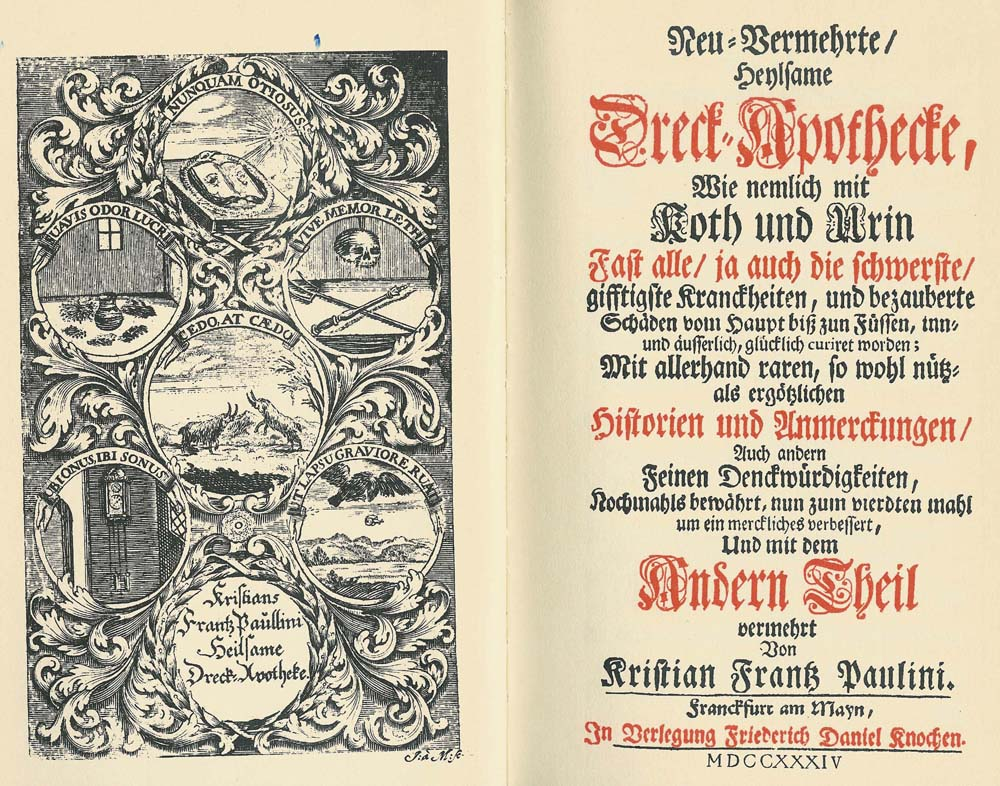
Dreck-Apothecke

Besondere Verbreitung erlangte Paullinis Schrift Heilsame Dreck-Apotheke (1696), die zahlreiche Neuauflagen und Nachdrucke erfuhr. Das Werk bot eine umfangreiche Sammlung von Rezepturen für die innere und äußere medizinische Anwendung menschlicher und tierischer Ausscheidungen, wie sie schon der „Pharmakologe“ Xenokrates von Aphrodisias in der Antike als Heilmittel empfohlen haben soll. Eine solche „Dreckapotheke“ fand weltweit und zu allen Zeiten nicht nur in der Volksmedizin Anwendung und reicht von Rezepten in ägyptischen Papyri um 2000 v. Chr. bis zur Urintherapie der Gegenwart. Paullinis Werk bewegte sich im theoretischen Rahmen zeitgenössischer Humoralpathologie, berief sich auf zahlreiche Autoritäten der älteren und neueren Medizin, aber auch auf volksmedizinische Praktiken von „Bauren / Schiffern / und dergleichen schlechten Leuten“ (1697, Bl. 5r) und bietet zahlreiche Entsprechungen zu auch anderweitig bekannten Rezepten der traditionellen und zeitgenössischen Medizin. Aber in der Fokussierung auf die therapeutische Wirkung von Exkrementen, bei gleichzeitig enzyklopädischer Breite der Darstellung aller denkbaren Anwendungsmöglichkeiten vom Haupt bis zu den Füßen, war das Werk ein Novum, über das nach Ausweis der Vorrede von 1697 auch manches „Stumpf-hirn“ unter den Zeitgenossen schon die Nase rümpfte (Blatt 3r).
Übel beleumundet ist Paullini in der historischen Forschung für seinen Anteil an der Veröffentlichung oder auch Entstehung mehrerer Fälschungen vorgeblich mittelalterlicher Quellen. Sein 1698 veröffentlichter Sammelband Rerum et antiquitatum Germanicarum Syntagma enthielt außer sechs eigenen Abhandlungen und Chroniken auch elf bis dahin unbekannte mittelalterliche Quellentexte, von denen u. a. das Chronicon Mindense und für die Geschichte des Klosters Corvey relevante Texte – das Chronicon Hüxariense, die Annales Corbeiae Saxonicae antiqui subinde continuati (zu unterscheiden von dem gleichnamigen echten Werk MGH SS 5.3) und das Carmen de Brunsburgo – seit dem 19. Jahrhundert als Fälschungen erwiesen wurden und mit einiger Wahrscheinlichkeit Paullini zuzuschreiben sind, ebenso wie einige weitere Quellen und Urkunden, die Paullini in seinen Dissertationes historicae (1694) oder separat veröffentlichte oder in seinen historischen und chronistischen Schriften anführt.

## Sonstiges
Hubert Horstmann, als Philosophiehistoriker ein Kenner der Epoche Paullinis, hat dessen Biographie zu einem Roman verarbeitet (Christian Franz Paullini: Arzt – Dichter – Historiker – Fälscher. BKP-Verlag, Zweibrücken 2011).

## Schriften
Eine auf Vollständigkeit angelegtes Verzeichnis der gedruckten Schriften Paullinis bietet die Personalbibliographie von Gerhard Dünnhaupt.
(es folgt eine Auswahl)
- Rerum et antiquitatum Germanicarum Syntagma. Knoche, Frankfurt am Main 1698. (Digitalisat)
- Cynographia curiosa seu canis descriptio. Endter, Nürnberg 1685. (Digitalisat)
- Coenarum Helena, seu Angvilla: Juxta Methodum Et Leges Illustris Academiae Naturae Curiosorum descripta, Selectisq[ue] Observationibus & Curiositatibus condita. Wohlfart, Francofurti 1689 (Digitalisierte Ausgabe der Universitäts- und Landesbibliothek Düsseldorf)
- De antiqua et nobili familia Cottarum, Dissertatione historica. Gießen 1694 (Deutsche Übersetzung unter dem Titel Dissertation über die alte und vornehme Familie der Cotta. Halle, Stadtarchiv Eisenach 1940).
- Heilsame Dreck-Apotheke / Wie nemlich mit Koth und Urin Fast alle / ja auch die schwerste / gifftigste Kranckheiten / und bezauberte Schaden / vom Haupt biß zun Füssen inn- und äusserlich / glücklich curirt worden, bei Friedrich Knoche, Frankfurt am Main 1696, 2. Ausgabe unter dem Titel Neu-Vermehrte / Heilsame Dreck-Apotheke ebenda 1697 (auf dem Titelkupfer mit Jahresangabe 1696), seit der 15. Auflage von 1714 in zwei Bänden mit postum veröffentlichten Ergänzungen im 2. Band.
  - Kristian Frantz Paulini: Neu-Vermehrte Heylsame Dreck-Apothecke […], I–II (in einem Band), Frankfurt am Main (Friedrich Daniel Knoche<n>) (1713[8] und) 1734; Neudruck München 1969.
  - Digitalisat der 2. Ausgabe von 1697 in der Herzog August Bibliothek Wolfenbüttel
  - Reprint von 1908 als Digitalisierte Ausgabe der Universitäts- und Landesbibliothek Düsseldorf
- Flagellum salutis, das ist: Curieuse Erzählung wie mit Schlägen allerhand schwere, langweilige und fast unheilbare Kranckheiten offt, bald und wohl curiret worden. Mit lustigen Historien … bewährt u. erläutert. Knoche, Frankfurt am Main 1698. (Digitalisat)
- Das hoch- und wohl-gelahrte Teutsche Frauen-Zimmer. Stößel, Erfurt 1705. (Digitalisat)
- Kleine, doch curieuse Bauern-Physic. Stössel Erben, Erfurt 1705; Ausgabe 1711: Textarchiv – Internet Archive
- Philosophische Lust-Stunden, oder allerhand schöne … Curiositäten. 2 Bde. Stößel, Erfurt 1706–1707. (Digitalisat)
- Philosophischer Feyerabend, in sich haltend, allerhand anmutige, seltene, curieuse…Begebenheiten. Knoche Frankfurt am Main 1700. (Digitalisat)
- Zeit-kürtzende erbauliche Lust, oder allerhand auserlesene Merckwürdigkeiten. 3 Bde. Knoche, Frankfurt/M. 1693–1697. (Digitalisat)